# Lierville
Lierville – miejscowość i gmina we Francji, w regionie Hauts-de-France, w departamencie Oise.
Według danych na rok 1990 gminę zamieszkiwało 228 osób, a gęstość zaludnienia wynosiła 29 osób/km² (wśród 2293 gmin Pikardii Lierville plasuje się na 771. miejscu pod względem liczby ludności, natomiast pod względem powierzchni na miejscu 615.).